# Tiwugalih
Tiwugalih is een bestuurslaag in het regentschap Centraal-Lombok van de provincie West-Nusa Tenggara, Indonesië. Tiwugalih telt 9687 inwoners (volkstelling 2010).